# 哈薩克斯坦國家圖書館
哈薩克斯坦國家圖書館，是哈薩克斯坦的國家圖書館。這座圖書館於1931年建立在當時的首都阿拉木圖，同年5月5日首次對公眾開放。 2009年丹麥的BIG集團贏得投标，开始在新首都阿斯塔納（現稱努爾-蘇丹）建造新國家圖書館，這座新的圖書館將以莫比烏斯環為造型。

## 外部連結
- 官方網站（页面存档备份，存于）
- 圖書館的研究指南